# Lista di asteroidi (221001-222000)
Di seguito una lista di asteroidi dal numero 221001 al 222000 con data di scoperta e scopritore.

## 221001-221100
| Nome               | Designazione provvisoria | Data di scoperta  | Scopritore           |
| ------------------ | ------------------------ | ----------------- | -------------------- |
| 221001 -           | 2005 NE83                | 12 luglio 2005    | Bickel, W.           |
| 221002 -           | 2005 NV90                | 5 luglio 2005     | Mount Lemmon Survey  |
| 221003 -           | 2005 NH93                | 5 luglio 2005     | NEAT                 |
| 221004 -           | 2005 NP95                | 7 luglio 2005     | Spacewatch           |
| 221005 -           | 2005 NH122               | 5 luglio 2005     | Mount Lemmon Survey  |
| 221006 -           | 2005 OH2                 | 27 luglio 2005    | Broughton, J.        |
| 221007 -           | 2005 OD4                 | 27 luglio 2005    | NEAT                 |
| 221008 -           | 2005 OX5                 | 28 luglio 2005    | NEAT                 |
| 221009 -           | 2005 OM9                 | 27 luglio 2005    | NEAT                 |
| 221010 -           | 2005 OW11                | 29 luglio 2005    | NEAT                 |
| 221011 -           | 2005 OJ13                | 29 luglio 2005    | NEAT                 |
| 221012 -           | 2005 OH18                | 30 luglio 2005    | NEAT                 |
| 221013 -           | 2005 OA27                | 30 luglio 2005    | NEAT                 |
| 221014 -           | 2005 OB29                | 30 luglio 2005    | NEAT                 |
| 221015 -           | 2005 PJ1                 | 1 agosto 2005     | Siding Spring Survey |
| 221016 -           | 2005 PW1                 | 1 agosto 2005     | Siding Spring Survey |
| 221017 -           | 2005 PB14                | 4 agosto 2005     | NEAT                 |
| 221018 -           | 2005 PV14                | 4 agosto 2005     | NEAT                 |
| 221019 Raine       | 2005 PH17                | 13 agosto 2005    | Young, J. W.         |
| 221020 -           | 2005 PS20                | 15 agosto 2005    | Siding Spring Survey |
| 221021 -           | 2005 QY3                 | 24 agosto 2005    | NEAT                 |
| 221022 -           | 2005 QE5                 | 22 agosto 2005    | NEAT                 |
| 221023 -           | 2005 QK19                | 25 agosto 2005    | CINEOS               |
| 221024 -           | 2005 QP19                | 25 agosto 2005    | CINEOS               |
| 221025 -           | 2005 QA21                | 26 agosto 2005    | LONEOS               |
| 221026 Jeancoester | 2005 QL30                | 28 agosto 2005    | Christophe, B.       |
| 221027 -           | 2005 QU31                | 24 agosto 2005    | NEAT                 |
| 221028 -           | 2005 QS32                | 25 agosto 2005    | NEAT                 |
| 221029 -           | 2005 QM33                | 25 agosto 2005    | NEAT                 |
| 221030 -           | 2005 QO42                | 26 agosto 2005    | LONEOS               |
| 221031 -           | 2005 QV42                | 26 agosto 2005    | LONEOS               |
| 221032 -           | 2005 QT43                | 26 agosto 2005    | NEAT                 |
| 221033 -           | 2005 QU52                | 27 agosto 2005    | Siding Spring Survey |
| 221034 -           | 2005 QX65                | 27 agosto 2005    | LONEOS               |
| 221035 -           | 2005 QZ65                | 27 agosto 2005    | LONEOS               |
| 221036 -           | 2005 QK66                | 27 agosto 2005    | LONEOS               |
| 221037 -           | 2005 QL66                | 27 agosto 2005    | NEAT                 |
| 221038 -           | 2005 QZ67                | 28 agosto 2005    | Siding Spring Survey |
| 221039 -           | 2005 QP68                | 28 agosto 2005    | Siding Spring Survey |
| 221040 -           | 2005 QE71                | 29 agosto 2005    | LINEAR               |
| 221041 -           | 2005 QF74                | 29 agosto 2005    | LONEOS               |
| 221042 -           | 2005 QF77                | 24 agosto 2005    | NEAT                 |
| 221043 -           | 2005 QC82                | 29 agosto 2005    | LONEOS               |
| 221044 -           | 2005 QT88                | 29 agosto 2005    | St. Veran            |
| 221045 -           | 2005 QT94                | 27 agosto 2005    | NEAT                 |
| 221046 -           | 2005 QV94                | 27 agosto 2005    | NEAT                 |
| 221047 -           | 2005 QZ97                | 27 agosto 2005    | NEAT                 |
| 221048 -           | 2005 QL100               | 27 agosto 2005    | NEAT                 |
| 221049 -           | 2005 QA110               | 27 agosto 2005    | NEAT                 |
| 221050 -           | 2005 QT111               | 27 agosto 2005    | NEAT                 |
| 221051 -           | 2005 QK113               | 27 agosto 2005    | NEAT                 |
| 221052 -           | 2005 QK115               | 27 agosto 2005    | NEAT                 |
| 221053 -           | 2005 QJ118               | 28 agosto 2005    | Spacewatch           |
| 221054 -           | 2005 QC127               | 28 agosto 2005    | Spacewatch           |
| 221055 -           | 2005 QM130               | 28 agosto 2005    | Spacewatch           |
| 221056 -           | 2005 QG133               | 28 agosto 2005    | Spacewatch           |
| 221057 -           | 2005 QV135               | 28 agosto 2005    | Spacewatch           |
| 221058 -           | 2005 QU142               | 31 agosto 2005    | LONEOS               |
| 221059 -           | 2005 QD143               | 31 agosto 2005    | LONEOS               |
| 221060 -           | 2005 QJ152               | 31 agosto 2005    | Spacewatch           |
| 221061 -           | 2005 QW154               | 28 agosto 2005    | Siding Spring Survey |
| 221062 -           | 2005 QX160               | 28 agosto 2005    | Spacewatch           |
| 221063 -           | 2005 QY161               | 28 agosto 2005    | Siding Spring Survey |
| 221064 -           | 2005 QL179               | 25 agosto 2005    | NEAT                 |
| 221065 -           | 2005 QP187               | 31 agosto 2005    | NEAT                 |
| 221066 -           | 2005 RK17                | 1 settembre 2005  | Spacewatch           |
| 221067 -           | 2005 RJ20                | 1 settembre 2005  | NEAT                 |
| 221068 -           | 2005 RK24                | 11 settembre 2005 | LONEOS               |
| 221069 -           | 2005 RF30                | 9 settembre 2005  | LINEAR               |
| 221070 -           | 2005 RE32                | 13 settembre 2005 | CSS                  |
| 221071 -           | 2005 RR33                | 12 settembre 2005 | Spacewatch           |
| 221072 -           | 2005 SN                  | 22 settembre 2005 | Pauwels, T.          |
| 221073 Ovruch      | 2005 SE1                 | 23 settembre 2005 | Andrushivka          |
| 221074 -           | 2005 SQ6                 | 23 settembre 2005 | Spacewatch           |
| 221075 -           | 2005 SA13                | 24 settembre 2005 | Spacewatch           |
| 221076 -           | 2005 SM14                | 25 settembre 2005 | CSS                  |
| 221077 -           | 2005 SP20                | 24 settembre 2005 | Spacewatch           |
| 221078 -           | 2005 SS24                | 24 settembre 2005 | LONEOS               |
| 221079 -           | 2005 SX32                | 23 settembre 2005 | Spacewatch           |
| 221080 -           | 2005 SR39                | 24 settembre 2005 | Spacewatch           |
| 221081 -           | 2005 SU45                | 24 settembre 2005 | Spacewatch           |
| 221082 -           | 2005 SC49                | 24 settembre 2005 | Spacewatch           |
| 221083 -           | 2005 SH49                | 24 settembre 2005 | Spacewatch           |
| 221084 -           | 2005 SX49                | 24 settembre 2005 | Spacewatch           |
| 221085 -           | 2005 SK50                | 24 settembre 2005 | Spacewatch           |
| 221086 -           | 2005 SG54                | 25 settembre 2005 | Spacewatch           |
| 221087 -           | 2005 SU60                | 26 settembre 2005 | Spacewatch           |
| 221088 -           | 2005 SW65                | 26 settembre 2005 | CSS                  |
| 221089 -           | 2005 SE68                | 27 settembre 2005 | Spacewatch           |
| 221090 -           | 2005 SZ79                | 24 settembre 2005 | Spacewatch           |
| 221091 -           | 2005 SF85                | 24 settembre 2005 | Spacewatch           |
| 221092 -           | 2005 SO90                | 24 settembre 2005 | Spacewatch           |
| 221093 -           | 2005 SM91                | 24 settembre 2005 | Spacewatch           |
| 221094 -           | 2005 SN94                | 25 settembre 2005 | NEAT                 |
| 221095 -           | 2005 SK96                | 25 settembre 2005 | Spacewatch           |
| 221096 -           | 2005 SD97                | 25 settembre 2005 | Spacewatch           |
| 221097 -           | 2005 SL101               | 25 settembre 2005 | Spacewatch           |
| 221098 -           | 2005 SN103               | 25 settembre 2005 | CSS                  |
| 221099 -           | 2005 SP104               | 25 settembre 2005 | Spacewatch           |
| 221100 -           | 2005 SK105               | 25 settembre 2005 | Spacewatch           |

## 221101-221200
| Nome              | Designazione provvisoria | Data di scoperta  | Scopritore           |
| ----------------- | ------------------------ | ----------------- | -------------------- |
| 221101 -          | 2005 SX107               | 26 settembre 2005 | Spacewatch           |
| 221102 -          | 2005 SE109               | 26 settembre 2005 | Spacewatch           |
| 221103 -          | 2005 SN111               | 26 settembre 2005 | Spacewatch           |
| 221104 -          | 2005 SC125               | 29 settembre 2005 | NEAT                 |
| 221105 -          | 2005 SK143               | 25 settembre 2005 | Spacewatch           |
| 221106 -          | 2005 SE145               | 25 settembre 2005 | Spacewatch           |
| 221107 -          | 2005 SB151               | 25 settembre 2005 | Spacewatch           |
| 221108 -          | 2005 SO152               | 25 settembre 2005 | NEAT                 |
| 221109 -          | 2005 SN161               | 27 settembre 2005 | Spacewatch           |
| 221110 -          | 2005 SV161               | 27 settembre 2005 | LINEAR               |
| 221111 -          | 2005 SA165               | 28 settembre 2005 | NEAT                 |
| 221112 -          | 2005 SQ169               | 29 settembre 2005 | Spacewatch           |
| 221113 -          | 2005 SW172               | 29 settembre 2005 | Spacewatch           |
| 221114 -          | 2005 SQ189               | 29 settembre 2005 | Mount Lemmon Survey  |
| 221115 -          | 2005 SF194               | 29 settembre 2005 | Spacewatch           |
| 221116 -          | 2005 SW196               | 30 settembre 2005 | Mount Lemmon Survey  |
| 221117 -          | 2005 SE217               | 30 settembre 2005 | Mount Lemmon Survey  |
| 221118 -          | 2005 SL218               | 30 settembre 2005 | NEAT                 |
| 221119 -          | 2005 SY218               | 30 settembre 2005 | Siding Spring Survey |
| 221120 -          | 2005 SD219               | 30 settembre 2005 | Mount Lemmon Survey  |
| 221121 -          | 2005 SV221               | 27 settembre 2005 | LINEAR               |
| 221122 -          | 2005 SA222               | 27 settembre 2005 | NEAT                 |
| 221123 -          | 2005 SM222               | 29 settembre 2005 | Siding Spring Survey |
| 221124 -          | 2005 SZ224               | 29 settembre 2005 | Mount Lemmon Survey  |
| 221125 -          | 2005 SM231               | 30 settembre 2005 | Mount Lemmon Survey  |
| 221126 -          | 2005 SW233               | 30 settembre 2005 | Mount Lemmon Survey  |
| 221127 -          | 2005 SB236               | 29 settembre 2005 | Spacewatch           |
| 221128 -          | 2005 SK253               | 23 settembre 2005 | NEAT                 |
| 221129 -          | 2005 SQ259               | 25 settembre 2005 | CSS                  |
| 221130 -          | 2005 SX263               | 23 settembre 2005 | Spacewatch           |
| 221131 -          | 2005 SA270               | 29 settembre 2005 | Spacewatch           |
| 221132 -          | 2005 SG275               | 30 settembre 2005 | LINEAR               |
| 221133 -          | 2005 SU278               | 30 settembre 2005 | Mount Lemmon Survey  |
| 221134 -          | 2005 SB280               | 24 settembre 2005 | Spacewatch           |
| 221135 -          | 2005 SX280               | 29 settembre 2005 | CSS                  |
| 221136 -          | 2005 SU281               | 23 settembre 2005 | Spacewatch           |
| 221137 -          | 2005 SP283               | 21 settembre 2005 | Becker, A. C.        |
| 221138 -          | 2005 TX1                 | 1 ottobre 2005    | Mount Lemmon Survey  |
| 221139 -          | 2005 TH3                 | 1 ottobre 2005    | LINEAR               |
| 221140 -          | 2005 TU5                 | 1 ottobre 2005    | CSS                  |
| 221141 -          | 2005 TO11                | 1 ottobre 2005    | Mount Lemmon Survey  |
| 221142 -          | 2005 TP12                | 1 ottobre 2005    | Spacewatch           |
| 221143 -          | 2005 TP19                | 1 ottobre 2005    | Mount Lemmon Survey  |
| 221144 -          | 2005 TU19                | 1 ottobre 2005    | Mount Lemmon Survey  |
| 221145 -          | 2005 TN21                | 1 ottobre 2005    | Spacewatch           |
| 221146 -          | 2005 TE26                | 1 ottobre 2005    | Mount Lemmon Survey  |
| 221147 -          | 2005 TY35                | 1 ottobre 2005    | Spacewatch           |
| 221148 -          | 2005 TH41                | 2 ottobre 2005    | Spacewatch           |
| 221149 Cindyfoote | 2005 TG61                | 3 ottobre 2005    | CSS                  |
| 221150 Jerryfoote | 2005 TQ61                | 3 ottobre 2005    | CSS                  |
| 221151 -          | 2005 TF62                | 4 ottobre 2005    | Mount Lemmon Survey  |
| 221152 -          | 2005 TR62                | 4 ottobre 2005    | Mount Lemmon Survey  |
| 221153 -          | 2005 TU73                | 7 ottobre 2005    | LONEOS               |
| 221154 -          | 2005 TY75                | 4 ottobre 2005    | NEAT                 |
| 221155 -          | 2005 TK79                | 8 ottobre 2005    | CSS                  |
| 221156 -          | 2005 TH81                | 3 ottobre 2005    | Spacewatch           |
| 221157 -          | 2005 TZ91                | 6 ottobre 2005    | Spacewatch           |
| 221158 -          | 2005 TD101               | 7 ottobre 2005    | CSS                  |
| 221159 -          | 2005 TD105               | 8 ottobre 2005    | LINEAR               |
| 221160 -          | 2005 TM106               | 10 ottobre 2005   | Spacewatch           |
| 221161 -          | 2005 TP106               | 4 ottobre 2005    | CSS                  |
| 221162 -          | 2005 TZ107               | 7 ottobre 2005    | Bickel, W.           |
| 221163 -          | 2005 TU113               | 7 ottobre 2005    | Spacewatch           |
| 221164 -          | 2005 TY121               | 7 ottobre 2005    | Spacewatch           |
| 221165 -          | 2005 TT124               | 7 ottobre 2005    | Spacewatch           |
| 221166 -          | 2005 TE131               | 7 ottobre 2005    | Spacewatch           |
| 221167 -          | 2005 TJ131               | 7 ottobre 2005    | Spacewatch           |
| 221168 -          | 2005 TV131               | 7 ottobre 2005    | Spacewatch           |
| 221169 -          | 2005 TS135               | 6 ottobre 2005    | Spacewatch           |
| 221170 -          | 2005 TH138               | 7 ottobre 2005    | CSS                  |
| 221171 -          | 2005 TP160               | 9 ottobre 2005    | Spacewatch           |
| 221172 -          | 2005 TE171               | 10 ottobre 2005   | LONEOS               |
| 221173 -          | 2005 TX171               | 10 ottobre 2005   | CSS                  |
| 221174 -          | 2005 TD181               | 1 ottobre 2005    | Spacewatch           |
| 221175 -          | 2005 UR7                 | 26 ottobre 2005   | Rinner, C.           |
| 221176 -          | 2005 UN9                 | 21 ottobre 2005   | NEAT                 |
| 221177 -          | 2005 UH10                | 21 ottobre 2005   | NEAT                 |
| 221178 -          | 2005 UE18                | 22 ottobre 2005   | CSS                  |
| 221179 -          | 2005 UQ18                | 22 ottobre 2005   | Spacewatch           |
| 221180 -          | 2005 UR20                | 22 ottobre 2005   | Spacewatch           |
| 221181 -          | 2005 UA23                | 23 ottobre 2005   | Spacewatch           |
| 221182 -          | 2005 UG25                | 23 ottobre 2005   | Spacewatch           |
| 221183 -          | 2005 UY28                | 23 ottobre 2005   | CSS                  |
| 221184 -          | 2005 UA29                | 23 ottobre 2005   | CSS                  |
| 221185 -          | 2005 UN29                | 23 ottobre 2005   | CSS                  |
| 221186 -          | 2005 UD30                | 23 ottobre 2005   | CSS                  |
| 221187 -          | 2005 UV31                | 24 ottobre 2005   | Spacewatch           |
| 221188 -          | 2005 UJ37                | 24 ottobre 2005   | Spacewatch           |
| 221189 -          | 2005 UN41                | 25 ottobre 2005   | CSS                  |
| 221190 -          | 2005 UP43                | 22 ottobre 2005   | Spacewatch           |
| 221191 -          | 2005 UF48                | 22 ottobre 2005   | NEAT                 |
| 221192 -          | 2005 UY48                | 23 ottobre 2005   | CSS                  |
| 221193 -          | 2005 UQ49                | 23 ottobre 2005   | NEAT                 |
| 221194 -          | 2005 UF52                | 23 ottobre 2005   | CSS                  |
| 221195 -          | 2005 UJ53                | 23 ottobre 2005   | CSS                  |
| 221196 -          | 2005 UR54                | 23 ottobre 2005   | CSS                  |
| 221197 -          | 2005 UV54                | 23 ottobre 2005   | CSS                  |
| 221198 -          | 2005 UH55                | 23 ottobre 2005   | CSS                  |
| 221199 -          | 2005 UU55                | 23 ottobre 2005   | CSS                  |
| 221200 -          | 2005 UA56                | 23 ottobre 2005   | CSS                  |

## 221201-221300
| Nome             | Designazione provvisoria | Data di scoperta | Scopritore          |
| ---------------- | ------------------------ | ---------------- | ------------------- |
| 221201 -         | 2005 UY56                | 24 ottobre 2005  | LONEOS              |
| 221202 -         | 2005 UR61                | 25 ottobre 2005  | Mount Lemmon Survey |
| 221203 -         | 2005 UT65                | 22 ottobre 2005  | CSS                 |
| 221204 -         | 2005 UH67                | 22 ottobre 2005  | NEAT                |
| 221205 -         | 2005 UE70                | 23 ottobre 2005  | CSS                 |
| 221206 -         | 2005 UO72                | 23 ottobre 2005  | NEAT                |
| 221207 -         | 2005 UD74                | 23 ottobre 2005  | NEAT                |
| 221208 -         | 2005 UX76                | 24 ottobre 2005  | NEAT                |
| 221209 -         | 2005 UZ76                | 24 ottobre 2005  | NEAT                |
| 221210 -         | 2005 UJ79                | 25 ottobre 2005  | CSS                 |
| 221211 -         | 2005 UC80                | 25 ottobre 2005  | CSS                 |
| 221212 -         | 2005 UE80                | 25 ottobre 2005  | CSS                 |
| 221213 -         | 2005 UH81                | 27 ottobre 2005  | Mount Lemmon Survey |
| 221214 -         | 2005 UQ85                | 22 ottobre 2005  | Spacewatch          |
| 221215 -         | 2005 UA88                | 22 ottobre 2005  | Spacewatch          |
| 221216 -         | 2005 UM91                | 22 ottobre 2005  | Spacewatch          |
| 221217 -         | 2005 UJ96                | 22 ottobre 2005  | Spacewatch          |
| 221218 -         | 2005 UK96                | 22 ottobre 2005  | Spacewatch          |
| 221219 -         | 2005 UK101               | 22 ottobre 2005  | Spacewatch          |
| 221220 -         | 2005 UF111               | 22 ottobre 2005  | Spacewatch          |
| 221221 -         | 2005 UR114               | 22 ottobre 2005  | NEAT                |
| 221222 -         | 2005 UH125               | 24 ottobre 2005  | Spacewatch          |
| 221223 -         | 2005 UK127               | 24 ottobre 2005  | Spacewatch          |
| 221224 -         | 2005 UA128               | 24 ottobre 2005  | Spacewatch          |
| 221225 -         | 2005 UN132               | 24 ottobre 2005  | NEAT                |
| 221226 -         | 2005 UQ138               | 25 ottobre 2005  | Spacewatch          |
| 221227 -         | 2005 UA148               | 26 ottobre 2005  | Spacewatch          |
| 221228 -         | 2005 UL156               | 24 ottobre 2005  | Spacewatch          |
| 221229 -         | 2005 UA158               | 28 ottobre 2005  | Healy, D.           |
| 221230 Sanaloria | 2005 US158               | 30 ottobre 2005  | Merlin, J.-C.       |
| 221231 -         | 2005 UP160               | 22 ottobre 2005  | CSS                 |
| 221232 -         | 2005 UZ176               | 24 ottobre 2005  | Spacewatch          |
| 221233 -         | 2005 UT177               | 24 ottobre 2005  | Spacewatch          |
| 221234 -         | 2005 UG178               | 24 ottobre 2005  | Spacewatch          |
| 221235 -         | 2005 UG182               | 24 ottobre 2005  | Spacewatch          |
| 221236 -         | 2005 US190               | 27 ottobre 2005  | Mount Lemmon Survey |
| 221237 -         | 2005 UT190               | 27 ottobre 2005  | Mount Lemmon Survey |
| 221238 -         | 2005 UQ200               | 25 ottobre 2005  | Spacewatch          |
| 221239 -         | 2005 UZ203               | 25 ottobre 2005  | Mount Lemmon Survey |
| 221240 -         | 2005 UT214               | 27 ottobre 2005  | NEAT                |
| 221241 -         | 2005 UK215               | 27 ottobre 2005  | NEAT                |
| 221242 -         | 2005 UQ216               | 25 ottobre 2005  | Mount Lemmon Survey |
| 221243 -         | 2005 UF221               | 25 ottobre 2005  | Spacewatch          |
| 221244 -         | 2005 UB227               | 25 ottobre 2005  | Spacewatch          |
| 221245 -         | 2005 UC238               | 25 ottobre 2005  | Spacewatch          |
| 221246 -         | 2005 UK240               | 25 ottobre 2005  | Spacewatch          |
| 221247 -         | 2005 UT245               | 26 ottobre 2005  | Spacewatch          |
| 221248 -         | 2005 UN251               | 23 ottobre 2005  | NEAT                |
| 221249 -         | 2005 UE252               | 25 ottobre 2005  | Spacewatch          |
| 221250 -         | 2005 UY253               | 28 ottobre 2005  | Spacewatch          |
| 221251 -         | 2005 UJ257               | 25 ottobre 2005  | Spacewatch          |
| 221252 -         | 2005 UL257               | 25 ottobre 2005  | Spacewatch          |
| 221253 -         | 2005 UG267               | 27 ottobre 2005  | Spacewatch          |
| 221254 -         | 2005 UJ274               | 25 ottobre 2005  | NEAT                |
| 221255 -         | 2005 UJ275               | 29 ottobre 2005  | Spacewatch          |
| 221256 -         | 2005 UG282               | 26 ottobre 2005  | Spacewatch          |
| 221257 -         | 2005 UY284               | 26 ottobre 2005  | Spacewatch          |
| 221258 -         | 2005 UJ292               | 26 ottobre 2005  | Spacewatch          |
| 221259 -         | 2005 UM299               | 26 ottobre 2005  | Spacewatch          |
| 221260 -         | 2005 UB303               | 26 ottobre 2005  | Spacewatch          |
| 221261 -         | 2005 UW303               | 26 ottobre 2005  | Spacewatch          |
| 221262 -         | 2005 UY305               | 27 ottobre 2005  | Mount Lemmon Survey |
| 221263 -         | 2005 UT308               | 28 ottobre 2005  | Mount Lemmon Survey |
| 221264 -         | 2005 UX308               | 28 ottobre 2005  | LINEAR              |
| 221265 -         | 2005 UQ309               | 28 ottobre 2005  | Spacewatch          |
| 221266 -         | 2005 UW310               | 29 ottobre 2005  | Mount Lemmon Survey |
| 221267 -         | 2005 US313               | 27 ottobre 2005  | LINEAR              |
| 221268 -         | 2005 UT317               | 27 ottobre 2005  | Spacewatch          |
| 221269 -         | 2005 UL320               | 27 ottobre 2005  | Spacewatch          |
| 221270 -         | 2005 UN321               | 27 ottobre 2005  | Mount Lemmon Survey |
| 221271 -         | 2005 UY322               | 28 ottobre 2005  | Spacewatch          |
| 221272 -         | 2005 UL324               | 29 ottobre 2005  | Spacewatch          |
| 221273 -         | 2005 UH334               | 29 ottobre 2005  | Mount Lemmon Survey |
| 221274 -         | 2005 UH335               | 30 ottobre 2005  | NEAT                |
| 221275 -         | 2005 UD340               | 31 ottobre 2005  | Spacewatch          |
| 221276 -         | 2005 UQ340               | 31 ottobre 2005  | Spacewatch          |
| 221277 -         | 2005 US340               | 31 ottobre 2005  | Spacewatch          |
| 221278 -         | 2005 UO343               | 31 ottobre 2005  | CSS                 |
| 221279 -         | 2005 UU348               | 23 ottobre 2005  | NEAT                |
| 221280 -         | 2005 UZ348               | 24 ottobre 2005  | NEAT                |
| 221281 -         | 2005 US351               | 29 ottobre 2005  | CSS                 |
| 221282 -         | 2005 UP353               | 29 ottobre 2005  | CSS                 |
| 221283 -         | 2005 UB354               | 29 ottobre 2005  | Spacewatch          |
| 221284 -         | 2005 UW355               | 29 ottobre 2005  | Mount Lemmon Survey |
| 221285 -         | 2005 UZ357               | 24 ottobre 2005  | Spacewatch          |
| 221286 -         | 2005 UJ374               | 27 ottobre 2005  | Spacewatch          |
| 221287 -         | 2005 UM379               | 29 ottobre 2005  | Mount Lemmon Survey |
| 221288 -         | 2005 UF383               | 27 ottobre 2005  | LINEAR              |
| 221289 -         | 2005 UO386               | 30 ottobre 2005  | CSS                 |
| 221290 -         | 2005 UQ439               | 29 ottobre 2005  | CSS                 |
| 221291 -         | 2005 UF440               | 29 ottobre 2005  | CSS                 |
| 221292 -         | 2005 UK449               | 30 ottobre 2005  | LINEAR              |
| 221293 -         | 2005 UL449               | 30 ottobre 2005  | LINEAR              |
| 221294 -         | 2005 UX449               | 30 ottobre 2005  | Mount Lemmon Survey |
| 221295 -         | 2005 UB460               | 28 ottobre 2005  | Mount Lemmon Survey |
| 221296 -         | 2005 UT479               | 31 ottobre 2005  | Mount Lemmon Survey |
| 221297 -         | 2005 UG482               | 22 ottobre 2005  | CSS                 |
| 221298 -         | 2005 UA487               | 23 ottobre 2005  | CSS                 |
| 221299 -         | 2005 UD491               | 23 ottobre 2005  | CSS                 |
| 221300 -         | 2005 UJ493               | 25 ottobre 2005  | CSS                 |

## 221301-221400
| Nome     | Designazione provvisoria | Data di scoperta | Scopritore          |
| -------- | ------------------------ | ---------------- | ------------------- |
| 221301 - | 2005 UZ494               | 25 ottobre 2005  | CSS                 |
| 221302 - | 2005 UK500               | 27 ottobre 2005  | LONEOS              |
| 221303 - | 2005 UQ501               | 27 ottobre 2005  | CSS                 |
| 221304 - | 2005 UJ509               | 28 ottobre 2005  | Spacewatch          |
| 221305 - | 2005 UF516               | 28 ottobre 2005  | Spacewatch          |
| 221306 - | 2005 US521               | 26 ottobre 2005  | Becker, A. C.       |
| 221307 - | 2005 UA527               | 25 ottobre 2005  | Mount Lemmon Survey |
| 221308 - | 2005 VX                  | 3 novembre 2005  | Beeson, E. S.       |
| 221309 - | 2005 VK5                 | 6 novembre 2005  | Lowe, A.            |
| 221310 - | 2005 VZ15                | 2 novembre 2005  | CSS                 |
| 221311 - | 2005 VW16                | 3 novembre 2005  | CSS                 |
| 221312 - | 2005 VE17                | 3 novembre 2005  | Mount Lemmon Survey |
| 221313 - | 2005 VN26                | 3 novembre 2005  | LINEAR              |
| 221314 - | 2005 VB42                | 3 novembre 2005  | CSS                 |
| 221315 - | 2005 VM42                | 3 novembre 2005  | CSS                 |
| 221316 - | 2005 VW50                | 3 novembre 2005  | CSS                 |
| 221317 - | 2005 VT51                | 3 novembre 2005  | CSS                 |
| 221318 - | 2005 VF53                | 3 novembre 2005  | Mount Lemmon Survey |
| 221319 - | 2005 VG61                | 5 novembre 2005  | CSS                 |
| 221320 - | 2005 VG77                | 5 novembre 2005  | Mount Lemmon Survey |
| 221321 - | 2005 VD86                | 4 novembre 2005  | Mount Lemmon Survey |
| 221322 - | 2005 VG98                | 7 novembre 2005  | LINEAR              |
| 221323 - | 2005 VO98                | 10 novembre 2005 | CSS                 |
| 221324 - | 2005 VC102               | 1 novembre 2005  | LONEOS              |
| 221325 - | 2005 VK102               | 1 novembre 2005  | Spacewatch          |
| 221326 - | 2005 VK106               | 1 novembre 2005  | LINEAR              |
| 221327 - | 2005 VY109               | 6 novembre 2005  | Mount Lemmon Survey |
| 221328 - | 2005 VV117               | 12 novembre 2005 | CSS                 |
| 221329 - | 2005 VM120               | 12 novembre 2005 | Spacewatch          |
| 221330 - | 2005 VO124               | 12 novembre 2005 | Spacewatch          |
| 221331 - | 2005 VG131               | 1 novembre 2005  | Becker, A. C.       |
| 221332 - | 2005 WB2                 | 22 novembre 2005 | Young, J. W.        |
| 221333 - | 2005 WL2                 | 22 novembre 2005 | LINEAR              |
| 221334 - | 2005 WX2                 | 20 novembre 2005 | NEAT                |
| 221335 - | 2005 WK7                 | 21 novembre 2005 | Spacewatch          |
| 221336 - | 2005 WE8                 | 22 novembre 2005 | NEAT                |
| 221337 - | 2005 WG13                | 22 novembre 2005 | Spacewatch          |
| 221338 - | 2005 WP15                | 22 novembre 2005 | Spacewatch          |
| 221339 - | 2005 WO25                | 21 novembre 2005 | Spacewatch          |
| 221340 - | 2005 WU33                | 21 novembre 2005 | Spacewatch          |
| 221341 - | 2005 WQ37                | 22 novembre 2005 | Spacewatch          |
| 221342 - | 2005 WS58                | 26 novembre 2005 | Observatoire Naef   |
| 221343 - | 2005 WT58                | 26 novembre 2005 | Observatoire Naef   |
| 221344 - | 2005 WS70                | 26 novembre 2005 | Mount Lemmon Survey |
| 221345 - | 2005 WE81                | 26 novembre 2005 | Mount Lemmon Survey |
| 221346 - | 2005 WG85                | 28 novembre 2005 | Mount Lemmon Survey |
| 221347 - | 2005 WZ85                | 28 novembre 2005 | Mount Lemmon Survey |
| 221348 - | 2005 WN89                | 26 novembre 2005 | Spacewatch          |
| 221349 - | 2005 WJ96                | 26 novembre 2005 | Spacewatch          |
| 221350 - | 2005 WQ103               | 26 novembre 2005 | CSS                 |
| 221351 - | 2005 WN108               | 29 novembre 2005 | Mount Lemmon Survey |
| 221352 - | 2005 WU110               | 30 novembre 2005 | Spacewatch          |
| 221353 - | 2005 WL114               | 28 novembre 2005 | LINEAR              |
| 221354 - | 2005 WR118               | 25 novembre 2005 | Spacewatch          |
| 221355 - | 2005 WS119               | 28 novembre 2005 | CSS                 |
| 221356 - | 2005 WM129               | 25 novembre 2005 | Mount Lemmon Survey |
| 221357 - | 2005 WL133               | 25 novembre 2005 | Mount Lemmon Survey |
| 221358 - | 2005 WN140               | 26 novembre 2005 | Mount Lemmon Survey |
| 221359 - | 2005 WM148               | 26 novembre 2005 | CSS                 |
| 221360 - | 2005 WZ151               | 28 novembre 2005 | CSS                 |
| 221361 - | 2005 WQ154               | 29 novembre 2005 | Spacewatch          |
| 221362 - | 2005 WC158               | 26 novembre 2005 | Mount Lemmon Survey |
| 221363 - | 2005 WC159               | 28 novembre 2005 | NEAT                |
| 221364 - | 2005 WR159               | 30 novembre 2005 | Spacewatch          |
| 221365 - | 2005 WD161               | 28 novembre 2005 | LINEAR              |
| 221366 - | 2005 WH164               | 29 novembre 2005 | Mount Lemmon Survey |
| 221367 - | 2005 WF167               | 30 novembre 2005 | Spacewatch          |
| 221368 - | 2005 WO182               | 26 novembre 2005 | LINEAR              |
| 221369 - | 2005 WB183               | 28 novembre 2005 | NEAT                |
| 221370 - | 2005 WK195               | 29 novembre 2005 | LINEAR              |
| 221371 - | 2005 XU                  | 2 dicembre 2005  | Lowe, A.            |
| 221372 - | 2005 XN6                 | 2 dicembre 2005  | LINEAR              |
| 221373 - | 2005 XV6                 | 2 dicembre 2005  | Mount Lemmon Survey |
| 221374 - | 2005 XH54                | 5 dicembre 2005  | Spacewatch          |
| 221375 - | 2005 XF55                | 5 dicembre 2005  | LINEAR              |
| 221376 - | 2005 XL56                | 5 dicembre 2005  | LINEAR              |
| 221377 - | 2005 XD62                | 5 dicembre 2005  | Spacewatch          |
| 221378 - | 2005 XZ66                | 4 dicembre 2005  | CSS                 |
| 221379 - | 2005 XY81                | 8 dicembre 2005  | Spacewatch          |
| 221380 - | 2005 XV84                | 10 dicembre 2005 | LINEAR              |
| 221381 - | 2005 XD88                | 5 dicembre 2005  | Spacewatch          |
| 221382 - | 2005 YE2                 | 21 dicembre 2005 | Spacewatch          |
| 221383 - | 2005 YP10                | 21 dicembre 2005 | Spacewatch          |
| 221384 - | 2005 YA16                | 22 dicembre 2005 | Spacewatch          |
| 221385 - | 2005 YS17                | 23 dicembre 2005 | Spacewatch          |
| 221386 - | 2005 YE23                | 24 dicembre 2005 | Spacewatch          |
| 221387 - | 2005 YO27                | 22 dicembre 2005 | Spacewatch          |
| 221388 - | 2005 YB34                | 24 dicembre 2005 | Spacewatch          |
| 221389 - | 2005 YF34                | 24 dicembre 2005 | Spacewatch          |
| 221390 - | 2005 YS34                | 24 dicembre 2005 | Spacewatch          |
| 221391 - | 2005 YX35                | 25 dicembre 2005 | Spacewatch          |
| 221392 - | 2005 YF39                | 22 dicembre 2005 | CSS                 |
| 221393 - | 2005 YZ42                | 24 dicembre 2005 | Spacewatch          |
| 221394 - | 2005 YS51                | 26 dicembre 2005 | Mount Lemmon Survey |
| 221395 - | 2005 YK55                | 25 dicembre 2005 | Mount Lemmon Survey |
| 221396 - | 2005 YJ56                | 22 dicembre 2005 | CSS                 |
| 221397 - | 2005 YQ56                | 23 dicembre 2005 | Spacewatch          |
| 221398 - | 2005 YL58                | 24 dicembre 2005 | Spacewatch          |
| 221399 - | 2005 YN63                | 24 dicembre 2005 | Spacewatch          |
| 221400 - | 2005 YX67                | 26 dicembre 2005 | Spacewatch          |

## 221401-221500
| Nome                | Designazione provvisoria | Data di scoperta | Scopritore          |
| ------------------- | ------------------------ | ---------------- | ------------------- |
| 221401 -            | 2005 YO68                | 26 dicembre 2005 | Spacewatch          |
| 221402 -            | 2005 YW71                | 24 dicembre 2005 | Spacewatch          |
| 221403 -            | 2005 YV79                | 24 dicembre 2005 | Spacewatch          |
| 221404 -            | 2005 YE82                | 24 dicembre 2005 | Spacewatch          |
| 221405 -            | 2005 YW91                | 26 dicembre 2005 | Spacewatch          |
| 221406 -            | 2005 YK97                | 24 dicembre 2005 | Spacewatch          |
| 221407 -            | 2005 YK106               | 25 dicembre 2005 | Spacewatch          |
| 221408 -            | 2005 YZ120               | 27 dicembre 2005 | Mount Lemmon Survey |
| 221409 -            | 2005 YF122               | 28 dicembre 2005 | Mount Lemmon Survey |
| 221410 -            | 2005 YL122               | 24 dicembre 2005 | Spacewatch          |
| 221411 -            | 2005 YB124               | 25 dicembre 2005 | Spacewatch          |
| 221412 -            | 2005 YG124               | 26 dicembre 2005 | Spacewatch          |
| 221413 -            | 2005 YZ130               | 25 dicembre 2005 | Mount Lemmon Survey |
| 221414 -            | 2005 YN134               | 26 dicembre 2005 | Spacewatch          |
| 221415 -            | 2005 YA138               | 26 dicembre 2005 | Spacewatch          |
| 221416 -            | 2005 YJ143               | 28 dicembre 2005 | Mount Lemmon Survey |
| 221417 -            | 2005 YA144               | 28 dicembre 2005 | Mount Lemmon Survey |
| 221418 -            | 2005 YJ164               | 29 dicembre 2005 | Spacewatch          |
| 221419 -            | 2005 YC172               | 22 dicembre 2005 | CSS                 |
| 221420 -            | 2005 YE172               | 22 dicembre 2005 | CSS                 |
| 221421 -            | 2005 YS173               | 25 dicembre 2005 | LONEOS              |
| 221422 -            | 2005 YT173               | 25 dicembre 2005 | LONEOS              |
| 221423 -            | 2005 YF177               | 22 dicembre 2005 | Spacewatch          |
| 221424 -            | 2005 YV195               | 31 dicembre 2005 | LINEAR              |
| 221425 -            | 2005 YA196               | 24 dicembre 2005 | LINEAR              |
| 221426 -            | 2005 YZ207               | 30 dicembre 2005 | Spacewatch          |
| 221427 -            | 2005 YD216               | 29 dicembre 2005 | Mount Lemmon Survey |
| 221428 -            | 2005 YD221               | 25 dicembre 2005 | CSS                 |
| 221429 -            | 2005 YD223               | 24 dicembre 2005 | Spacewatch          |
| 221430 -            | 2005 YF230               | 26 dicembre 2005 | Mount Lemmon Survey |
| 221431 -            | 2005 YZ234               | 28 dicembre 2005 | Mount Lemmon Survey |
| 221432 -            | 2005 YV237               | 28 dicembre 2005 | Spacewatch          |
| 221433 -            | 2005 YY271               | 29 dicembre 2005 | Spacewatch          |
| 221434 -            | 2005 YL273               | 30 dicembre 2005 | Spacewatch          |
| 221435 -            | 2006 AL6                 | 4 gennaio 2006   | CSS                 |
| 221436 -            | 2006 AH7                 | 5 gennaio 2006   | LONEOS              |
| 221437 -            | 2006 AQ15                | 5 gennaio 2006   | Mount Lemmon Survey |
| 221438 -            | 2006 AK18                | 5 gennaio 2006   | Mount Lemmon Survey |
| 221439 -            | 2006 AC21                | 5 gennaio 2006   | CSS                 |
| 221440 -            | 2006 AE21                | 5 gennaio 2006   | CSS                 |
| 221441 -            | 2006 AC22                | 5 gennaio 2006   | CSS                 |
| 221442 -            | 2006 AH34                | 6 gennaio 2006   | Mount Lemmon Survey |
| 221443 -            | 2006 AJ38                | 7 gennaio 2006   | Spacewatch          |
| 221444 -            | 2006 AT38                | 7 gennaio 2006   | Mount Lemmon Survey |
| 221445 -            | 2006 AM63                | 6 gennaio 2006   | Mount Lemmon Survey |
| 221446 -            | 2006 AJ72                | 6 gennaio 2006   | Mount Lemmon Survey |
| 221447 -            | 2006 AJ75                | 2 gennaio 2006   | LINEAR              |
| 221448 -            | 2006 AP81                | 4 gennaio 2006   | LINEAR              |
| 221449 -            | 2006 AB87                | 7 gennaio 2006   | LONEOS              |
| 221450 -            | 2006 AG100               | 6 gennaio 2006   | Mount Lemmon Survey |
| 221451 -            | 2006 BC1                 | 19 gennaio 2006  | CSS                 |
| 221452 -            | 2006 BN1                 | 20 gennaio 2006  | Spacewatch          |
| 221453 -            | 2006 BP2                 | 20 gennaio 2006  | CSS                 |
| 221454 Mayerlambert | 2006 BW8                 | 23 gennaio 2006  | Sárneczky, K.       |
| 221455 -            | 2006 BC10                | 23 gennaio 2006  | Spacewatch          |
| 221456 -            | 2006 BA13                | 21 gennaio 2006  | Mount Lemmon Survey |
| 221457 -            | 2006 BD46                | 23 gennaio 2006  | Mount Lemmon Survey |
| 221458 -            | 2006 BD57                | 22 gennaio 2006  | Mount Lemmon Survey |
| 221459 -            | 2006 BD66                | 23 gennaio 2006  | Spacewatch          |
| 221460 -            | 2006 BN66                | 23 gennaio 2006  | Spacewatch          |
| 221461 -            | 2006 BG78                | 23 gennaio 2006  | Mount Lemmon Survey |
| 221462 -            | 2006 BZ82                | 24 gennaio 2006  | LINEAR              |
| 221463 -            | 2006 BL86                | 25 gennaio 2006  | Spacewatch          |
| 221464 -            | 2006 BP87                | 25 gennaio 2006  | Spacewatch          |
| 221465 Rapa Nui     | 2006 BE99                | 28 gennaio 2006  | Merlin, J.-C.       |
| 221466 -            | 2006 BG118               | 26 gennaio 2006  | Spacewatch          |
| 221467 -            | 2006 BX124               | 26 gennaio 2006  | Spacewatch          |
| 221468 -            | 2006 BJ135               | 27 gennaio 2006  | Mount Lemmon Survey |
| 221469 -            | 2006 BW141               | 26 gennaio 2006  | Spacewatch          |
| 221470 -            | 2006 BS143               | 21 gennaio 2006  | LONEOS              |
| 221471 -            | 2006 BH147               | 30 gennaio 2006  | Jarnac              |
| 221472 -            | 2006 BX148               | 23 gennaio 2006  | Spacewatch          |
| 221473 -            | 2006 BY152               | 25 gennaio 2006  | Spacewatch          |
| 221474 -            | 2006 BP157               | 25 gennaio 2006  | Spacewatch          |
| 221475 -            | 2006 BK183               | 27 gennaio 2006  | LONEOS              |
| 221476 -            | 2006 BO191               | 30 gennaio 2006  | Spacewatch          |
| 221477 -            | 2006 BD220               | 30 gennaio 2006  | Spacewatch          |
| 221478 -            | 2006 BC234               | 31 gennaio 2006  | Spacewatch          |
| 221479 -            | 2006 BW247               | 31 gennaio 2006  | Spacewatch          |
| 221480 -            | 2006 BN250               | 31 gennaio 2006  | Spacewatch          |
| 221481 -            | 2006 BN252               | 31 gennaio 2006  | Mount Lemmon Survey |
| 221482 -            | 2006 BT253               | 31 gennaio 2006  | Spacewatch          |
| 221483 -            | 2006 BD264               | 31 gennaio 2006  | Spacewatch          |
| 221484 -            | 2006 BB265               | 31 gennaio 2006  | Spacewatch          |
| 221485 -            | 2006 BX268               | 27 gennaio 2006  | LONEOS              |
| 221486 -            | 2006 BB271               | 30 gennaio 2006  | CSS                 |
| 221487 -            | 2006 BT279               | 23 gennaio 2006  | Mount Lemmon Survey |
| 221488 -            | 2006 CB                  | 1 febbraio 2006  | Yeung, W. K. Y.     |
| 221489 -            | 2006 CP9                 | 4 febbraio 2006  | Yeung, W. K. Y.     |
| 221490 -            | 2006 CO13                | 1 febbraio 2006  | Spacewatch          |
| 221491 -            | 2006 CX21                | 1 febbraio 2006  | Spacewatch          |
| 221492 -            | 2006 CQ22                | 1 febbraio 2006  | Mount Lemmon Survey |
| 221493 -            | 2006 CC41                | 2 febbraio 2006  | Spacewatch          |
| 221494 -            | 2006 CJ48                | 3 febbraio 2006  | Spacewatch          |
| 221495 -            | 2006 CK56                | 4 febbraio 2006  | Spacewatch          |
| 221496 -            | 2006 CV61                | 3 febbraio 2006  | LINEAR              |
| 221497 -            | 2006 DW3                 | 20 febbraio 2006 | CSS                 |
| 221498 -            | 2006 DH4                 | 20 febbraio 2006 | CSS                 |
| 221499 -            | 2006 DL21                | 20 febbraio 2006 | LINEAR              |
| 221500 -            | 2006 DU23                | 20 febbraio 2006 | Spacewatch          |

## 221501-221600
| Nome                  | Designazione provvisoria | Data di scoperta  | Scopritore              |
| --------------------- | ------------------------ | ----------------- | ----------------------- |
| 221501 -              | 2006 DV42                | 20 febbraio 2006  | Spacewatch              |
| 221502 -              | 2006 DS49                | 22 febbraio 2006  | LONEOS                  |
| 221503 -              | 2006 DE60                | 24 febbraio 2006  | Spacewatch              |
| 221504 -              | 2006 DE64                | 20 febbraio 2006  | LINEAR                  |
| 221505 -              | 2006 DR66                | 22 febbraio 2006  | CSS                     |
| 221506 -              | 2006 DX66                | 22 febbraio 2006  | LONEOS                  |
| 221507 -              | 2006 DE102               | 25 febbraio 2006  | Spacewatch              |
| 221508 -              | 2006 DB134               | 25 febbraio 2006  | Spacewatch              |
| 221509 -              | 2006 DE207               | 25 febbraio 2006  | Mount Lemmon Survey     |
| 221510 -              | 2006 EV8                 | 2 marzo 2006      | Spacewatch              |
| 221511 -              | 2006 EG14                | 2 marzo 2006      | Spacewatch              |
| 221512 -              | 2006 EY36                | 3 marzo 2006      | Mount Lemmon Survey     |
| 221513 -              | 2006 GY49                | 7 aprile 2006     | Siding Spring Survey    |
| 221514 -              | 2006 HO4                 | 19 aprile 2006    | NEAT                    |
| 221515 -              | 2006 HX150               | 26 aprile 2006    | Spacewatch              |
| 221516 Bergen-Enkheim | 2006 PR4                 | 13 agosto 2006    | Suessenberger, U.       |
| 221517 -              | 2006 RB46                | 14 settembre 2006 | Spacewatch              |
| 221518 -              | 2006 RT53                | 14 settembre 2006 | Spacewatch              |
| 221519 -              | 2006 RO90                | 15 settembre 2006 | Spacewatch              |
| 221520 -              | 2006 SS24                | 16 settembre 2006 | CSS                     |
| 221521 -              | 2006 SB140               | 22 settembre 2006 | LONEOS                  |
| 221522 -              | 2006 SK154               | 20 settembre 2006 | LINEAR                  |
| 221523 -              | 2006 SA161               | 23 settembre 2006 | Spacewatch              |
| 221524 -              | 2006 SJ224               | 25 settembre 2006 | Mount Lemmon Survey     |
| 221525 -              | 2006 SO312               | 27 settembre 2006 | Mount Lemmon Survey     |
| 221526 -              | 2006 SN362               | 30 settembre 2006 | Mount Lemmon Survey     |
| 221527 -              | 2006 SD411               | 25 settembre 2006 | Mount Lemmon Survey     |
| 221528 Kosztolányi    | 2006 TG10                | 14 ottobre 2006   | Sárneczky, K., Kuli, Z. |
| 221529 -              | 2006 TS10                | 15 ottobre 2006   | Sárneczky, K., Kuli, Z. |
| 221530 -              | 2006 TX44                | 12 ottobre 2006   | Spacewatch              |
| 221531 -              | 2006 TR51                | 12 ottobre 2006   | Spacewatch              |
| 221532 -              | 2006 TH60                | 13 ottobre 2006   | Spacewatch              |
| 221533 -              | 2006 TX72                | 11 ottobre 2006   | NEAT                    |
| 221534 -              | 2006 TQ80                | 13 ottobre 2006   | Spacewatch              |
| 221535 -              | 2006 TU80                | 13 ottobre 2006   | Spacewatch              |
| 221536 -              | 2006 TS81                | 13 ottobre 2006   | Spacewatch              |
| 221537 -              | 2006 TZ83                | 13 ottobre 2006   | Spacewatch              |
| 221538 -              | 2006 TC86                | 13 ottobre 2006   | Spacewatch              |
| 221539 -              | 2006 TP90                | 13 ottobre 2006   | Spacewatch              |
| 221540 -              | 2006 TG128               | 1 ottobre 2006    | Spacewatch              |
| 221541 -              | 2006 UZ61                | 18 ottobre 2006   | Nyukasa                 |
| 221542 -              | 2006 UB63                | 22 ottobre 2006   | Mount Lemmon Survey     |
| 221543 -              | 2006 UF69                | 16 ottobre 2006   | CSS                     |
| 221544 -              | 2006 US84                | 17 ottobre 2006   | Spacewatch              |
| 221545 -              | 2006 UF89                | 17 ottobre 2006   | Spacewatch              |
| 221546 -              | 2006 UN89                | 17 ottobre 2006   | Spacewatch              |
| 221547 -              | 2006 UL98                | 18 ottobre 2006   | Spacewatch              |
| 221548 -              | 2006 UX116               | 19 ottobre 2006   | Spacewatch              |
| 221549 -              | 2006 US126               | 19 ottobre 2006   | Spacewatch              |
| 221550 -              | 2006 UJ134               | 19 ottobre 2006   | Spacewatch              |
| 221551 -              | 2006 UW137               | 19 ottobre 2006   | CSS                     |
| 221552 -              | 2006 UZ151               | 20 ottobre 2006   | Mount Lemmon Survey     |
| 221553 -              | 2006 UP171               | 21 ottobre 2006   | Mount Lemmon Survey     |
| 221554 -              | 2006 UO174               | 19 ottobre 2006   | Mount Lemmon Survey     |
| 221555 -              | 2006 UZ175               | 16 ottobre 2006   | CSS                     |
| 221556 -              | 2006 UG180               | 16 ottobre 2006   | CSS                     |
| 221557 -              | 2006 UY181               | 16 ottobre 2006   | CSS                     |
| 221558 -              | 2006 UV198               | 20 ottobre 2006   | Mount Lemmon Survey     |
| 221559 -              | 2006 UD237               | 23 ottobre 2006   | Spacewatch              |
| 221560 -              | 2006 UF267               | 27 ottobre 2006   | CSS                     |
| 221561 -              | 2006 UL275               | 28 ottobre 2006   | Spacewatch              |
| 221562 -              | 2006 UF281               | 28 ottobre 2006   | Mount Lemmon Survey     |
| 221563 -              | 2006 UC287               | 28 ottobre 2006   | Spacewatch              |
| 221564 -              | 2006 UU287               | 29 ottobre 2006   | Spacewatch              |
| 221565 -              | 2006 UK288               | 29 ottobre 2006   | CSS                     |
| 221566 Omarcustodio   | 2006 UZ325               | 20 ottobre 2006   | Buie, M. W.             |
| 221567 -              | 2006 UW335               | 19 ottobre 2006   | CSS                     |
| 221568 -              | 2006 VQ8                 | 11 novembre 2006  | Spacewatch              |
| 221569 -              | 2006 VD20                | 9 novembre 2006   | Spacewatch              |
| 221570 -              | 2006 VG28                | 10 novembre 2006  | Spacewatch              |
| 221571 -              | 2006 VZ42                | 13 novembre 2006  | Spacewatch              |
| 221572 -              | 2006 VR50                | 10 novembre 2006  | Spacewatch              |
| 221573 -              | 2006 VN58                | 11 novembre 2006  | Spacewatch              |
| 221574 -              | 2006 VX61                | 11 novembre 2006  | Spacewatch              |
| 221575 -              | 2006 VX64                | 11 novembre 2006  | Spacewatch              |
| 221576 -              | 2006 VA73                | 11 novembre 2006  | CSS                     |
| 221577 -              | 2006 VP73                | 11 novembre 2006  | Mount Lemmon Survey     |
| 221578 -              | 2006 VQ84                | 13 novembre 2006  | Spacewatch              |
| 221579 -              | 2006 VC92                | 15 novembre 2006  | Spacewatch              |
| 221580 -              | 2006 VX95                | 15 novembre 2006  | LINEAR                  |
| 221581 -              | 2006 VR102               | 12 novembre 2006  | Mount Lemmon Survey     |
| 221582 -              | 2006 VL104               | 13 novembre 2006  | Mount Lemmon Survey     |
| 221583 -              | 2006 VN112               | 13 novembre 2006  | NEAT                    |
| 221584 -              | 2006 VK130               | 15 novembre 2006  | Spacewatch              |
| 221585 -              | 2006 VW130               | 15 novembre 2006  | CSS                     |
| 221586 -              | 2006 VB143               | 14 novembre 2006  | Spacewatch              |
| 221587 -              | 2006 VT146               | 15 novembre 2006  | Mount Lemmon Survey     |
| 221588 -              | 2006 VT148               | 15 novembre 2006  | Mount Lemmon Survey     |
| 221589 -              | 2006 VT150               | 9 novembre 2006   | NEAT                    |
| 221590 -              | 2006 VK152               | 9 novembre 2006   | NEAT                    |
| 221591 -              | 2006 VD155               | 11 novembre 2006  | Spacewatch              |
| 221592 -              | 2006 VJ168               | 2 novembre 2006   | Mount Lemmon Survey     |
| 221593 -              | 2006 WG17                | 17 novembre 2006  | Mount Lemmon Survey     |
| 221594 -              | 2006 WN30                | 18 novembre 2006  | Chang, M.-T., Ye, Q.-z. |
| 221595 -              | 2006 WE34                | 16 novembre 2006  | Spacewatch              |
| 221596 -              | 2006 WD36                | 16 novembre 2006  | Spacewatch              |
| 221597 -              | 2006 WP51                | 16 novembre 2006  | Spacewatch              |
| 221598 -              | 2006 WB89                | 18 novembre 2006  | Spacewatch              |
| 221599 -              | 2006 WK96                | 19 novembre 2006  | Spacewatch              |
| 221600 -              | 2006 WF101               | 19 novembre 2006  | LINEAR                  |

## 221601-221700
| Nome               | Designazione provvisoria | Data di scoperta | Scopritore                     |
| ------------------ | ------------------------ | ---------------- | ------------------------------ |
| 221601 -           | 2006 WG108               | 19 novembre 2006 | LINEAR                         |
| 221602 -           | 2006 WE113               | 19 novembre 2006 | Spacewatch                     |
| 221603 -           | 2006 WS118               | 20 novembre 2006 | Spacewatch                     |
| 221604 -           | 2006 WP123               | 21 novembre 2006 | Mount Lemmon Survey            |
| 221605 -           | 2006 WJ149               | 20 novembre 2006 | Spacewatch                     |
| 221606 -           | 2006 WA160               | 22 novembre 2006 | Mount Lemmon Survey            |
| 221607 -           | 2006 WJ169               | 23 novembre 2006 | Spacewatch                     |
| 221608 -           | 2006 WT185               | 17 novembre 2006 | NEAT                           |
| 221609 -           | 2006 WH198               | 27 novembre 2006 | Mount Lemmon Survey            |
| 221610 -           | 2006 WB201               | 22 novembre 2006 | Mount Lemmon Survey            |
| 221611 -           | 2006 XB8                 | 9 dicembre 2006  | NEAT                           |
| 221612 -           | 2006 XZ8                 | 9 dicembre 2006  | Spacewatch                     |
| 221613 -           | 2006 XQ34                | 11 dicembre 2006 | Spacewatch                     |
| 221614 -           | 2006 XQ37                | 11 dicembre 2006 | Spacewatch                     |
| 221615 -           | 2006 XJ38                | 11 dicembre 2006 | Spacewatch                     |
| 221616 -           | 2006 XX38                | 11 dicembre 2006 | Spacewatch                     |
| 221617 -           | 2006 XO43                | 12 dicembre 2006 | Mount Lemmon Survey            |
| 221618 -           | 2006 XT46                | 13 dicembre 2006 | LINEAR                         |
| 221619 -           | 2006 XH48                | 13 dicembre 2006 | CSS                            |
| 221620 -           | 2006 XZ51                | 14 dicembre 2006 | LINEAR                         |
| 221621 -           | 2006 XL54                | 15 dicembre 2006 | LINEAR                         |
| 221622 -           | 2006 XM60                | 14 dicembre 2006 | Spacewatch                     |
| 221623 -           | 2006 XH61                | 15 dicembre 2006 | Spacewatch                     |
| 221624 -           | 2006 XK66                | 13 dicembre 2006 | LINEAR                         |
| 221625 -           | 2006 XW70                | 13 dicembre 2006 | Mount Lemmon Survey            |
| 221626 -           | 2006 YS1                 | 17 dicembre 2006 | Mount Lemmon Survey            |
| 221627 -           | 2006 YX6                 | 20 dicembre 2006 | NEAT                           |
| 221628 Hyatt       | 2006 YE13                | 26 dicembre 2006 | Gibbs, A. R.                   |
| 221629 -           | 2006 YP17                | 21 dicembre 2006 | Mount Lemmon Survey            |
| 221630 -           | 2006 YA35                | 21 dicembre 2006 | Spacewatch                     |
| 221631 -           | 2006 YV47                | 24 dicembre 2006 | CSS                            |
| 221632 -           | 2006 YX51                | 27 dicembre 2006 | Mount Lemmon Survey            |
| 221633 -           | 2007 AJ3                 | 8 gennaio 2007   | Spacewatch                     |
| 221634 -           | 2007 AV8                 | 10 gennaio 2007  | Spacewatch                     |
| 221635 -           | 2007 AO22                | 14 gennaio 2007  | Nyukasa                        |
| 221636 -           | 2007 AJ25                | 15 gennaio 2007  | CSS                            |
| 221637 -           | 2007 AC29                | 10 gennaio 2007  | Mount Lemmon Survey            |
| 221638 -           | 2007 BO4                 | 16 gennaio 2007  | LINEAR                         |
| 221639 -           | 2007 BA13                | 17 gennaio 2007  | Spacewatch                     |
| 221640 -           | 2007 BT25                | 24 gennaio 2007  | Mount Lemmon Survey            |
| 221641 -           | 2007 BC26                | 24 gennaio 2007  | Mount Lemmon Survey            |
| 221642 -           | 2007 BH47                | 26 gennaio 2007  | Spacewatch                     |
| 221643 -           | 2007 BZ47                | 26 gennaio 2007  | Spacewatch                     |
| 221644 -           | 2007 BQ57                | 24 gennaio 2007  | LINEAR                         |
| 221645 -           | 2007 BK58                | 24 gennaio 2007  | CSS                            |
| 221646 -           | 2007 BX58                | 24 gennaio 2007  | CSS                            |
| 221647 -           | 2007 BB60                | 26 gennaio 2007  | LONEOS                         |
| 221648 -           | 2007 BZ68                | 27 gennaio 2007  | Mount Lemmon Survey            |
| 221649 -           | 2007 BJ74                | 17 gennaio 2007  | Spacewatch                     |
| 221650 -           | 2007 BD75                | 28 gennaio 2007  | CSS                            |
| 221651 -           | 2007 BE75                | 28 gennaio 2007  | Mount Lemmon Survey            |
| 221652 -           | 2007 BM78                | 25 gennaio 2007  | Spacewatch                     |
| 221653 -           | 2007 BJ101               | 27 gennaio 2007  | Spacewatch                     |
| 221654 -           | 2007 CZ                  | 6 febbraio 2007  | Spacewatch                     |
| 221655 -           | 2007 CP1                 | 6 febbraio 2007  | Spacewatch                     |
| 221656 -           | 2007 CH4                 | 6 febbraio 2007  | Spacewatch                     |
| 221657 -           | 2007 CS9                 | 6 febbraio 2007  | NEAT                           |
| 221658 -           | 2007 CR15                | 6 febbraio 2007  | NEAT                           |
| 221659 -           | 2007 CG16                | 6 febbraio 2007  | Mount Lemmon Survey            |
| 221660 -           | 2007 CC18                | 8 febbraio 2007  | Mount Lemmon Survey            |
| 221661 -           | 2007 CW22                | 6 febbraio 2007  | Mount Lemmon Survey            |
| 221662 -           | 2007 CC24                | 8 febbraio 2007  | Spacewatch                     |
| 221663 -           | 2007 CJ40                | 7 febbraio 2007  | Spacewatch                     |
| 221664 -           | 2007 CK40                | 7 febbraio 2007  | Spacewatch                     |
| 221665 -           | 2007 CE42                | 7 febbraio 2007  | Mount Lemmon Survey            |
| 221666 -           | 2007 CG42                | 7 febbraio 2007  | Mount Lemmon Survey            |
| 221667 -           | 2007 CP47                | 10 febbraio 2007 | CSS                            |
| 221668 -           | 2007 CU51                | 8 febbraio 2007  | NEAT                           |
| 221669 -           | 2007 CP52                | 10 febbraio 2007 | CSS                            |
| 221670 -           | 2007 CB56                | 13 febbraio 2007 | LINEAR                         |
| 221671 -           | 2007 CW56                | 15 febbraio 2007 | CSS                            |
| 221672 -           | 2007 CW63                | 15 febbraio 2007 | NEAT                           |
| 221673 Duschl      | 2007 DP                  | 17 febbraio 2007 | Ries, W.                       |
| 221674 -           | 2007 DY1                 | 16 febbraio 2007 | CSS                            |
| 221675 -           | 2007 DU3                 | 16 febbraio 2007 | Mount Lemmon Survey            |
| 221676 -           | 2007 DP4                 | 16 febbraio 2007 | Mount Lemmon Survey            |
| 221677 -           | 2007 DG9                 | 17 febbraio 2007 | Spacewatch                     |
| 221678 -           | 2007 DL10                | 17 febbraio 2007 | Spacewatch                     |
| 221679 -           | 2007 DH11                | 17 febbraio 2007 | Spacewatch                     |
| 221680 -           | 2007 DZ18                | 17 febbraio 2007 | Spacewatch                     |
| 221681 -           | 2007 DY19                | 17 febbraio 2007 | Spacewatch                     |
| 221682 -           | 2007 DK22                | 17 febbraio 2007 | Spacewatch                     |
| 221683 -           | 2007 DB23                | 17 febbraio 2007 | Spacewatch                     |
| 221684 -           | 2007 DS25                | 17 febbraio 2007 | Spacewatch                     |
| 221685 -           | 2007 DL26                | 17 febbraio 2007 | Spacewatch                     |
| 221686 -           | 2007 DA35                | 17 febbraio 2007 | Spacewatch                     |
| 221687 -           | 2007 DW35                | 17 febbraio 2007 | Spacewatch                     |
| 221688 -           | 2007 DV36                | 17 febbraio 2007 | Spacewatch                     |
| 221689 -           | 2007 DW42                | 17 febbraio 2007 | CSS                            |
| 221690 -           | 2007 DZ47                | 21 febbraio 2007 | Mount Lemmon Survey            |
| 221691 -           | 2007 DE50                | 16 febbraio 2007 | NEAT                           |
| 221692 -           | 2007 DJ50                | 16 febbraio 2007 | NEAT                           |
| 221693 -           | 2007 DM53                | 19 febbraio 2007 | Mount Lemmon Survey            |
| 221694 -           | 2007 DY53                | 19 febbraio 2007 | Mount Lemmon Survey            |
| 221695 -           | 2007 DV54                | 21 febbraio 2007 | Mount Lemmon Survey            |
| 221696 -           | 2007 DE59                | 22 febbraio 2007 | Spacewatch                     |
| 221697 -           | 2007 DE60                | 23 febbraio 2007 | LINEAR                         |
| 221698 Juliusolsen | 2007 DQ63                | 21 febbraio 2007 | Astronomical Research Observat |
| 221699 -           | 2007 DT69                | 21 febbraio 2007 | LINEAR                         |
| 221700 -           | 2007 DH71                | 21 febbraio 2007 | Spacewatch                     |

## 221701-221800
| Nome             | Designazione provvisoria | Data di scoperta  | Scopritore                    |
| ---------------- | ------------------------ | ----------------- | ----------------------------- |
| 221701 -         | 2007 DZ75                | 21 febbraio 2007  | Spacewatch                    |
| 221702 -         | 2007 DR95                | 23 febbraio 2007  | Spacewatch                    |
| 221703 -         | 2007 DT96                | 23 febbraio 2007  | Spacewatch                    |
| 221704 -         | 2007 DH97                | 23 febbraio 2007  | Mount Lemmon Survey           |
| 221705 -         | 2007 DT100               | 25 febbraio 2007  | Spacewatch                    |
| 221706 -         | 2007 DH106               | 26 febbraio 2007  | Mount Lemmon Survey           |
| 221707 -         | 2007 DE111               | 23 febbraio 2007  | Mount Lemmon Survey           |
| 221708 -         | 2007 DB113               | 17 febbraio 2007  | Mount Lemmon Survey           |
| 221709 -         | 2007 DK115               | 17 febbraio 2007  | Spacewatch                    |
| 221710 -         | 2007 EP3                 | 9 marzo 2007      | CSS                           |
| 221711 -         | 2007 EC6                 | 9 marzo 2007      | Mount Lemmon Survey           |
| 221712 Moléson   | 2007 EA10                | 10 marzo 2007     | Kocher, P.                    |
| 221713 -         | 2007 EM10                | 9 marzo 2007      | Spacewatch                    |
| 221714 -         | 2007 EH13                | 9 marzo 2007      | Mount Lemmon Survey           |
| 221715 -         | 2007 EN13                | 9 marzo 2007      | Mount Lemmon Survey           |
| 221716 -         | 2007 EY22                | 10 marzo 2007     | Mount Lemmon Survey           |
| 221717 -         | 2007 EH24                | 10 marzo 2007     | Mount Lemmon Survey           |
| 221718 -         | 2007 EY33                | 10 marzo 2007     | Mount Lemmon Survey           |
| 221719 -         | 2007 EB34                | 10 marzo 2007     | Mount Lemmon Survey           |
| 221720 -         | 2007 EF35                | 11 marzo 2007     | Spacewatch                    |
| 221721 -         | 2007 EV37                | 11 marzo 2007     | Mount Lemmon Survey           |
| 221722 -         | 2007 EC43                | 9 marzo 2007      | Spacewatch                    |
| 221723 -         | 2007 EH43                | 9 marzo 2007      | Spacewatch                    |
| 221724 -         | 2007 ES46                | 9 marzo 2007      | Mount Lemmon Survey           |
| 221725 -         | 2007 EV48                | 9 marzo 2007      | Spacewatch                    |
| 221726 -         | 2007 EY51                | 11 marzo 2007     | CSS                           |
| 221727 -         | 2007 ED52                | 11 marzo 2007     | CSS                           |
| 221728 -         | 2007 EO52                | 11 marzo 2007     | CSS                           |
| 221729 -         | 2007 EM53                | 11 marzo 2007     | Mount Lemmon Survey           |
| 221730 -         | 2007 EJ64                | 10 marzo 2007     | Mount Lemmon Survey           |
| 221731 -         | 2007 EE67                | 10 marzo 2007     | Spacewatch                    |
| 221732 -         | 2007 EG75                | 10 marzo 2007     | Spacewatch                    |
| 221733 -         | 2007 EQ75                | 10 marzo 2007     | Spacewatch                    |
| 221734 -         | 2007 ES85                | 12 marzo 2007     | Spacewatch                    |
| 221735 -         | 2007 EQ101               | 11 marzo 2007     | Spacewatch                    |
| 221736 -         | 2007 EH109               | 11 marzo 2007     | Spacewatch                    |
| 221737 -         | 2007 ED112               | 11 marzo 2007     | Spacewatch                    |
| 221738 -         | 2007 EN113               | 12 marzo 2007     | Spacewatch                    |
| 221739 -         | 2007 EE123               | 14 marzo 2007     | Mount Lemmon Survey           |
| 221740 -         | 2007 EX129               | 9 marzo 2007      | Mount Lemmon Survey           |
| 221741 -         | 2007 EW133               | 9 marzo 2007      | Mount Lemmon Survey           |
| 221742 -         | 2007 EJ137               | 11 marzo 2007     | Spacewatch                    |
| 221743 -         | 2007 EU139               | 12 marzo 2007     | Spacewatch                    |
| 221744 -         | 2007 EQ141               | 12 marzo 2007     | Spacewatch                    |
| 221745 -         | 2007 EK153               | 12 marzo 2007     | Mount Lemmon Survey           |
| 221746 -         | 2007 ER166               | 11 marzo 2007     | Mount Lemmon Survey           |
| 221747 -         | 2007 EU187               | 15 marzo 2007     | Mount Lemmon Survey           |
| 221748 -         | 2007 ES191               | 13 marzo 2007     | Spacewatch                    |
| 221749 -         | 2007 EQ196               | 15 marzo 2007     | Spacewatch                    |
| 221750 -         | 2007 ES198               | 15 marzo 2007     | CSS                           |
| 221751 -         | 2007 EO202               | 9 marzo 2007      | Mount Lemmon Survey           |
| 221752 -         | 2007 EA209               | 14 marzo 2007     | Spacewatch                    |
| 221753 -         | 2007 EE210               | 8 marzo 2007      | NEAT                          |
| 221754 -         | 2007 EX211               | 8 marzo 2007      | NEAT                          |
| 221755 -         | 2007 EC220               | 13 marzo 2007     | Spacewatch                    |
| 221756 -         | 2007 EM221               | 10 marzo 2007     | Mount Lemmon Survey           |
| 221757 -         | 2007 FF7                 | 16 marzo 2007     | LONEOS                        |
| 221758 -         | 2007 FS12                | 19 marzo 2007     | CSS                           |
| 221759 -         | 2007 FZ12                | 19 marzo 2007     | CSS                           |
| 221760 -         | 2007 FH23                | 20 marzo 2007     | Spacewatch                    |
| 221761 -         | 2007 FX25                | 20 marzo 2007     | Mount Lemmon Survey           |
| 221762 -         | 2007 FK26                | 20 marzo 2007     | Spacewatch                    |
| 221763 -         | 2007 FH40                | 20 marzo 2007     | Mount Lemmon Survey           |
| 221764 -         | 2007 FE43                | 27 marzo 2007     | Siding Spring Survey          |
| 221765 -         | 2007 GC26                | 14 aprile 2007    | Mount Lemmon Survey           |
| 221766 -         | 2007 GG30                | 14 aprile 2007    | Mount Lemmon Survey           |
| 221767 -         | 2007 GT32                | 15 aprile 2007    | Pises                         |
| 221768 -         | 2007 GD34                | 13 aprile 2007    | Siding Spring Survey          |
| 221769 Cima Rest | 2007 GQ51                | 15 aprile 2007    | Tonincelli, M., Marinello, W. |
| 221770 -         | 2007 GG60                | 15 aprile 2007    | Spacewatch                    |
| 221771 -         | 2007 GM62                | 15 aprile 2007    | Spacewatch                    |
| 221772 -         | 2007 GY64                | 15 aprile 2007    | Spacewatch                    |
| 221773 -         | 2007 GZ69                | 15 aprile 2007    | Mount Lemmon Survey           |
| 221774 -         | 2007 GB76                | 15 aprile 2007    | Spacewatch                    |
| 221775 -         | 2007 HA5                 | 19 aprile 2007    | Yeung, W. K. Y.               |
| 221776 -         | 2007 HL41                | 20 aprile 2007    | Spacewatch                    |
| 221777 -         | 2007 HY53                | 22 aprile 2007    | Spacewatch                    |
| 221778 -         | 2007 KC                  | 16 maggio 2007    | Young, J. W.                  |
| 221779 -         | 2007 LG8                 | 9 giugno 2007     | Spacewatch                    |
| 221780 -         | 2007 MD11                | 21 giugno 2007    | Mount Lemmon Survey           |
| 221781 -         | 2007 RD62                | 10 settembre 2007 | Mount Lemmon Survey           |
| 221782 -         | 2007 RQ137               | 14 settembre 2007 | LONEOS                        |
| 221783 -         | 2007 TL159               | 9 ottobre 2007    | LINEAR                        |
| 221784 -         | 2007 TW408               | 14 ottobre 2007   | CSS                           |
| 221785 -         | 2007 VJ6                 | 4 novembre 2007   | Mount Lemmon Survey           |
| 221786 -         | 2007 VA8                 | 4 novembre 2007   | Mount Lemmon Survey           |
| 221787 -         | 2007 VZ30                | 2 novembre 2007   | Spacewatch                    |
| 221788 -         | 2007 YC30                | 30 dicembre 2007  | CSS                           |
| 221789 -         | 2008 AP21                | 10 gennaio 2008   | Mount Lemmon Survey           |
| 221790 -         | 2008 AE66                | 11 gennaio 2008   | Spacewatch                    |
| 221791 -         | 2008 AN114               | 10 gennaio 2008   | Spacewatch                    |
| 221792 -         | 2008 BY9                 | 16 gennaio 2008   | Spacewatch                    |
| 221793 -         | 2008 BW31                | 30 gennaio 2008   | Mount Lemmon Survey           |
| 221794 -         | 2008 BC34                | 30 gennaio 2008   | Spacewatch                    |
| 221795 -         | 2008 BM36                | 30 gennaio 2008   | Spacewatch                    |
| 221796 -         | 2008 BB38                | 31 gennaio 2008   | Mount Lemmon Survey           |
| 221797 -         | 2008 BO47                | 30 gennaio 2008   | Mount Lemmon Survey           |
| 221798 -         | 2008 CC7                 | 1 febbraio 2008   | Spacewatch                    |
| 221799 -         | 2008 CM23                | 1 febbraio 2008   | Spacewatch                    |
| 221800 -         | 2008 CJ44                | 2 febbraio 2008   | Spacewatch                    |

## 221801-221900
| Nome               | Designazione provvisoria | Data di scoperta | Scopritore          |
| ------------------ | ------------------------ | ---------------- | ------------------- |
| 221801 -           | 2008 CX65                | 8 febbraio 2008  | Mount Lemmon Survey |
| 221802 -           | 2008 CD86                | 7 febbraio 2008  | Mount Lemmon Survey |
| 221803 -           | 2008 CK89                | 7 febbraio 2008  | Spacewatch          |
| 221804 -           | 2008 CF124               | 7 febbraio 2008  | Mount Lemmon Survey |
| 221805 -           | 2008 CE126               | 8 febbraio 2008  | Spacewatch          |
| 221806 -           | 2008 CB145               | 9 febbraio 2008  | Spacewatch          |
| 221807 -           | 2008 CM156               | 9 febbraio 2008  | Spacewatch          |
| 221808 -           | 2008 CY194               | 13 febbraio 2008 | Mount Lemmon Survey |
| 221809 -           | 2008 CD196               | 10 febbraio 2008 | Mount Lemmon Survey |
| 221810 -           | 2008 CJ199               | 13 febbraio 2008 | Mount Lemmon Survey |
| 221811 -           | 2008 CW200               | 10 febbraio 2008 | Mount Lemmon Survey |
| 221812 -           | 2008 DN4                 | 28 febbraio 2008 | CSS                 |
| 221813 -           | 2008 DN16                | 27 febbraio 2008 | CSS                 |
| 221814 -           | 2008 DK39                | 27 febbraio 2008 | Mount Lemmon Survey |
| 221815 -           | 2008 EY4                 | 3 marzo 2008     | Tozzi, F.           |
| 221816 -           | 2008 EL7                 | 1 marzo 2008     | CSS                 |
| 221817 -           | 2008 EB15                | 1 marzo 2008     | Spacewatch          |
| 221818 -           | 2008 ES15                | 1 marzo 2008     | Spacewatch          |
| 221819 -           | 2008 EV15                | 1 marzo 2008     | Spacewatch          |
| 221820 -           | 2008 EX21                | 2 marzo 2008     | Spacewatch          |
| 221821 -           | 2008 EU28                | 4 marzo 2008     | Mount Lemmon Survey |
| 221822 -           | 2008 EP36                | 3 marzo 2008     | Spacewatch          |
| 221823 -           | 2008 EB41                | 4 marzo 2008     | CSS                 |
| 221824 -           | 2008 EL46                | 5 marzo 2008     | Mount Lemmon Survey |
| 221825 -           | 2008 EG58                | 7 marzo 2008     | Mount Lemmon Survey |
| 221826 -           | 2008 EE73                | 7 marzo 2008     | Spacewatch          |
| 221827 -           | 2008 EO78                | 7 marzo 2008     | Spacewatch          |
| 221828 -           | 2008 ER79                | 8 marzo 2008     | Spacewatch          |
| 221829 -           | 2008 EG109               | 7 marzo 2008     | CSS                 |
| 221830 -           | 2008 EX113               | 8 marzo 2008     | Mount Lemmon Survey |
| 221831 -           | 2008 EZ121               | 9 marzo 2008     | Spacewatch          |
| 221832 -           | 2008 EC142               | 12 marzo 2008    | Spacewatch          |
| 221833 -           | 2008 ER151               | 8 marzo 2008     | Mount Lemmon Survey |
| 221834 -           | 2008 EY151               | 10 marzo 2008    | Spacewatch          |
| 221835 -           | 2008 EJ158               | 9 marzo 2008     | Spacewatch          |
| 221836 -           | 2008 EC160               | 13 marzo 2008    | Spacewatch          |
| 221837 -           | 2008 FO1                 | 25 marzo 2008    | Spacewatch          |
| 221838 -           | 2008 FE25                | 27 marzo 2008    | Mount Lemmon Survey |
| 221839 -           | 2008 FX26                | 27 marzo 2008    | Spacewatch          |
| 221840 -           | 2008 FH30                | 28 marzo 2008    | Spacewatch          |
| 221841 -           | 2008 FZ46                | 28 marzo 2008    | Mount Lemmon Survey |
| 221842 -           | 2008 FD62                | 26 marzo 2008    | Mount Lemmon Survey |
| 221843 -           | 2008 FZ65                | 28 marzo 2008    | Mount Lemmon Survey |
| 221844 -           | 2008 FT67                | 28 marzo 2008    | Spacewatch          |
| 221845 -           | 2008 FK71                | 29 marzo 2008    | Spacewatch          |
| 221846 -           | 2008 FR80                | 27 marzo 2008    | Mount Lemmon Survey |
| 221847 -           | 2008 FF83                | 28 marzo 2008    | Spacewatch          |
| 221848 -           | 2008 FB105               | 30 marzo 2008    | Spacewatch          |
| 221849 -           | 2008 FQ109               | 31 marzo 2008    | Mount Lemmon Survey |
| 221850 -           | 2008 FL115               | 31 marzo 2008    | Mount Lemmon Survey |
| 221851 -           | 2008 FG125               | 30 marzo 2008    | Spacewatch          |
| 221852 -           | 2008 FC128               | 28 marzo 2008    | Spacewatch          |
| 221853 Gábrisgyula | 2008 GB                  | 1 aprile 2008    | Sárneczky, K.       |
| 221854 -           | 2008 GW                  | 2 aprile 2008    | Farra d'Isonzo      |
| 221855 -           | 2008 GJ6                 | 1 aprile 2008    | Spacewatch          |
| 221856 -           | 2008 GA8                 | 1 aprile 2008    | Spacewatch          |
| 221857 -           | 2008 GF10                | 1 aprile 2008    | Spacewatch          |
| 221858 -           | 2008 GS11                | 1 aprile 2008    | Spacewatch          |
| 221859 -           | 2008 GT20                | 11 aprile 2008   | CSS                 |
| 221860 -           | 2008 GM25                | 1 aprile 2008    | Mount Lemmon Survey |
| 221861 -           | 2008 GR59                | 5 aprile 2008    | Spacewatch          |
| 221862 -           | 2008 GD65                | 6 aprile 2008    | Spacewatch          |
| 221863 -           | 2008 GD70                | 6 aprile 2008    | Mount Lemmon Survey |
| 221864 -           | 2008 GS76                | 7 aprile 2008    | Spacewatch          |
| 221865 -           | 2008 GV78                | 7 aprile 2008    | Spacewatch          |
| 221866 -           | 2008 GB81                | 7 aprile 2008    | Spacewatch          |
| 221867 -           | 2008 GR90                | 6 aprile 2008    | Mount Lemmon Survey |
| 221868 -           | 2008 GE94                | 7 aprile 2008    | Spacewatch          |
| 221869 -           | 2008 GM115               | 11 aprile 2008   | Spacewatch          |
| 221870 -           | 2008 GB122               | 13 aprile 2008   | Spacewatch          |
| 221871 -           | 2008 GK127               | 14 aprile 2008   | Mount Lemmon Survey |
| 221872 -           | 2008 GO130               | 6 aprile 2008    | Spacewatch          |
| 221873 -           | 2008 GA132               | 6 aprile 2008    | Mount Lemmon Survey |
| 221874 -           | 2008 GD132               | 7 aprile 2008    | Spacewatch          |
| 221875 -           | 2008 HS1                 | 24 aprile 2008   | Spacewatch          |
| 221876 -           | 2008 HG12                | 24 aprile 2008   | CSS                 |
| 221877 -           | 2008 HG16                | 25 aprile 2008   | Spacewatch          |
| 221878 -           | 2008 HY16                | 25 aprile 2008   | Spacewatch          |
| 221879 -           | 2008 HJ18                | 26 aprile 2008   | Spacewatch          |
| 221880 -           | 2008 HW32                | 29 aprile 2008   | Mount Lemmon Survey |
| 221881 -           | 2008 HP37                | 29 aprile 2008   | OAM                 |
| 221882 -           | 2008 HY39                | 26 aprile 2008   | Mount Lemmon Survey |
| 221883 -           | 2008 HV44                | 28 aprile 2008   | Spacewatch          |
| 221884 -           | 2008 HH45                | 28 aprile 2008   | Spacewatch          |
| 221885 -           | 2008 HA55                | 29 aprile 2008   | Spacewatch          |
| 221886 -           | 2008 HJ61                | 30 aprile 2008   | Mount Lemmon Survey |
| 221887 -           | 2008 HW67                | 30 aprile 2008   | CSS                 |
| 221888 -           | 2008 HM69                | 26 aprile 2008   | Mount Lemmon Survey |
| 221889 -           | 2008 JR10                | 3 maggio 2008    | Mount Lemmon Survey |
| 221890 -           | 2008 JX11                | 3 maggio 2008    | Spacewatch          |
| 221891 -           | 2008 JD15                | 5 maggio 2008    | Jarnac              |
| 221892 -           | 2008 JY17                | 4 maggio 2008    | Spacewatch          |
| 221893 -           | 2008 JU19                | 5 maggio 2008    | BATTeRS             |
| 221894 -           | 2008 JK35                | 12 maggio 2008   | Tozzi, F.           |
| 221895 -           | 2008 JA36                | 3 maggio 2008    | Mount Lemmon Survey |
| 221896 -           | 2008 KO9                 | 27 maggio 2008   | Spacewatch          |
| 221897 -           | 2008 KQ10                | 29 maggio 2008   | Mount Lemmon Survey |
| 221898 -           | 2008 KN13                | 27 maggio 2008   | Spacewatch          |
| 221899 -           | 2008 KC17                | 27 maggio 2008   | Spacewatch          |
| 221900 -           | 2008 KD31                | 29 maggio 2008   | Spacewatch          |

## 221901-222000
| Nome               | Designazione provvisoria | Data di scoperta  | Scopritore                                                |
| ------------------ | ------------------------ | ----------------- | --------------------------------------------------------- |
| 221901 -           | 2008 KZ32                | 29 maggio 2008    | Mount Lemmon Survey                                       |
| 221902 -           | 2008 KL38                | 30 maggio 2008    | Spacewatch                                                |
| 221903 -           | 2008 KY38                | 30 maggio 2008    | Spacewatch                                                |
| 221904 -           | 2008 KN42                | 31 maggio 2008    | Spacewatch                                                |
| 221905 -           | 2008 LA8                 | 4 giugno 2008     | Spacewatch                                                |
| 221906 -           | 2008 LN9                 | 4 giugno 2008     | Spacewatch                                                |
| 221907 -           | 2008 LP10                | 6 giugno 2008     | Spacewatch                                                |
| 221908 Agastrophus | 2008 QQ                  | 21 agosto 2008    | Kocher, P.                                                |
| 221909 -           | 2008 QY14                | 24 agosto 2008    | Ferrando, R.                                              |
| 221910 -           | 2008 QT23                | 31 agosto 2008    | Hönig, S. F., Teamo, N.                                   |
| 221911 -           | 2008 QX41                | 27 agosto 2008    | OAM                                                       |
| 221912 -           | 2008 RU25                | 5 settembre 2008  | Dellinger, J., Sexton, C.                                 |
| 221913 -           | 2008 RS28                | 2 settembre 2008  | Spacewatch                                                |
| 221914 -           | 2008 RW33                | 2 settembre 2008  | Spacewatch                                                |
| 221915 -           | 2008 SH8                 | 22 settembre 2008 | LINEAR                                                    |
| 221916 -           | 2008 SQ81                | 23 settembre 2008 | Kocher, P.                                                |
| 221917 Opites      | 2008 SD83                | 26 settembre 2008 | Karge, S., Schwab, E.                                     |
| 221918 -           | 2008 UU34                | 20 ottobre 2008   | Spacewatch                                                |
| 221919 -           | 2008 WZ92                | 25 novembre 2008  | Farra d'Isonzo                                            |
| 221920 -           | 2009 KF5                 | 23 maggio 2009    | CSS                                                       |
| 221921 -           | 2009 MD3                 | 17 giugno 2009    | Spacewatch                                                |
| 221922 -           | 2009 OJ                  | 16 luglio 2009    | OAM                                                       |
| 221923 Jayeff      | 2009 OD3                 | 22 luglio 2009    | Falla, N.                                                 |
| 221924 -           | 2009 OE5                 | 23 luglio 2009    | Teamo, N.                                                 |
| 221925 -           | 2009 ON6                 | 26 luglio 2009    | OAM                                                       |
| 221926 -           | 2009 OA9                 | 28 luglio 2009    | OAM                                                       |
| 221927 -           | 2009 OQ9                 | 27 luglio 2009    | OAM                                                       |
| 221928 -           | 2009 OD13                | 27 luglio 2009    | Spacewatch                                                |
| 221929 -           | 2009 OM13                | 27 luglio 2009    | Spacewatch                                                |
| 221930 -           | 2009 OH15                | 29 luglio 2009    | Teamo, N.                                                 |
| 221931 -           | 2009 OD18                | 28 luglio 2009    | Spacewatch                                                |
| 221932 -           | 2009 OL18                | 28 luglio 2009    | Spacewatch                                                |
| 221933 -           | 2009 PE                  | 1 agosto 2009     | Teamo, N.                                                 |
| 221934 -           | 2009 PK1                 | 14 agosto 2009    | Kugel, F.                                                 |
| 221935 -           | 2009 QF2                 | 17 agosto 2009    | Crni Vrh                                                  |
| 221936 -           | 2009 QP35                | 29 agosto 2009    | OAM                                                       |
| 221937 -           | 2066 P-L                 | 24 settembre 1960 | van Houten, C. J., van Houten-Groeneveld, I., Gehrels, T. |
| 221938 -           | 3019 P-L                 | 24 settembre 1960 | van Houten, C. J., van Houten-Groeneveld, I., Gehrels, T. |
| 221939 -           | 6017 P-L                 | 24 settembre 1960 | van Houten, C. J., van Houten-Groeneveld, I., Gehrels, T. |
| 221940 -           | 6508 P-L                 | 24 settembre 1960 | van Houten, C. J., van Houten-Groeneveld, I., Gehrels, T. |
| 221941 -           | 1146 T-2                 | 29 settembre 1973 | van Houten, C. J., van Houten-Groeneveld, I., Gehrels, T. |
| 221942 -           | 1543 T-2                 | 29 settembre 1973 | van Houten, C. J., van Houten-Groeneveld, I., Gehrels, T. |
| 221943 -           | 1190 T-3                 | 17 ottobre 1977   | van Houten, C. J., van Houten-Groeneveld, I., Gehrels, T. |
| 221944 -           | 2339 T-3                 | 16 ottobre 1977   | van Houten, C. J., van Houten-Groeneveld, I., Gehrels, T. |
| 221945 -           | 3227 T-3                 | 16 ottobre 1977   | van Houten, C. J., van Houten-Groeneveld, I., Gehrels, T. |
| 221946 -           | 1990 KL1                 | 21 maggio 1990    | Spacewatch                                                |
| 221947 -           | 1992 DW9                 | 29 febbraio 1992  | UESAC                                                     |
| 221948 -           | 1993 FO59                | 19 marzo 1993     | UESAC                                                     |
| 221949 -           | 1993 SJ9                 | 22 settembre 1993 | Debehogne, H., Elst, E. W.                                |
| 221950 -           | 1993 TF15                | 9 ottobre 1993    | Elst, E. W.                                               |
| 221951 -           | 1993 TZ33                | 9 ottobre 1993    | Elst, E. W.                                               |
| 221952 -           | 1994 PU15                | 10 agosto 1994    | Elst, E. W.                                               |
| 221953 -           | 1994 TC13                | 10 ottobre 1994   | Spacewatch                                                |
| 221954 -           | 1994 VA5                 | 5 novembre 1994   | Spacewatch                                                |
| 221955 -           | 1995 CD8                 | 2 febbraio 1995   | Spacewatch                                                |
| 221956 -           | 1995 FW5                 | 23 marzo 1995     | Spacewatch                                                |
| 221957 -           | 1995 FZ19                | 31 marzo 1995     | Spacewatch                                                |
| 221958 -           | 1995 MQ6                 | 28 giugno 1995    | Spacewatch                                                |
| 221959 -           | 1995 OP15                | 26 luglio 1995    | Spacewatch                                                |
| 221960 -           | 1995 SZ9                 | 17 settembre 1995 | Spacewatch                                                |
| 221961 -           | 1995 SY26                | 19 settembre 1995 | Spacewatch                                                |
| 221962 -           | 1995 SQ32                | 21 settembre 1995 | Spacewatch                                                |
| 221963 -           | 1995 SY35                | 23 settembre 1995 | Spacewatch                                                |
| 221964 -           | 1995 SF37                | 24 settembre 1995 | Spacewatch                                                |
| 221965 -           | 1995 SA39                | 24 settembre 1995 | Spacewatch                                                |
| 221966 -           | 1995 SW40                | 25 settembre 1995 | Spacewatch                                                |
| 221967 -           | 1995 SU62                | 25 settembre 1995 | Spacewatch                                                |
| 221968 -           | 1995 SF75                | 19 settembre 1995 | Spacewatch                                                |
| 221969 -           | 1995 US20                | 19 ottobre 1995   | Spacewatch                                                |
| 221970 -           | 1995 UH22                | 19 ottobre 1995   | Spacewatch                                                |
| 221971 -           | 1995 UN22                | 19 ottobre 1995   | Spacewatch                                                |
| 221972 -           | 1995 UT22                | 19 ottobre 1995   | Spacewatch                                                |
| 221973 -           | 1995 UQ55                | 22 ottobre 1995   | Spacewatch                                                |
| 221974 -           | 1995 VV4                 | 14 novembre 1995  | Spacewatch                                                |
| 221975 -           | 1995 VK9                 | 14 novembre 1995  | Spacewatch                                                |
| 221976 -           | 1995 VL11                | 15 novembre 1995  | Spacewatch                                                |
| 221977 -           | 1995 WG1                 | 16 novembre 1995  | Nakamura, A.                                              |
| 221978 -           | 1995 WJ16                | 17 novembre 1995  | Spacewatch                                                |
| 221979 -           | 1995 WA27                | 18 novembre 1995  | Spacewatch                                                |
| 221980 -           | 1996 EO                  | 15 marzo 1996     | NEAT                                                      |
| 221981 -           | 1996 EB13                | 11 marzo 1996     | Spacewatch                                                |
| 221982 -           | 1996 GW4                 | 11 aprile 1996    | Spacewatch                                                |
| 221983 -           | 1996 PJ2                 | 12 agosto 1996    | Viscome, G. R.                                            |
| 221984 -           | 1996 XU21                | 8 dicembre 1996   | Spacewatch                                                |
| 221985 -           | 1997 BR5                 | 31 gennaio 1997   | Comba, P. G.                                              |
| 221986 -           | 1997 CR2                 | 2 febbraio 1997   | Spacewatch                                                |
| 221987 -           | 1997 CS12                | 3 febbraio 1997   | Spacewatch                                                |
| 221988 -           | 1997 EE24                | 5 marzo 1997      | Spacewatch                                                |
| 221989 -           | 1997 GV1                 | 7 aprile 1997     | Spacewatch                                                |
| 221990 -           | 1997 GP18                | 3 aprile 1997     | LINEAR                                                    |
| 221991 -           | 1997 GB21                | 6 aprile 1997     | LINEAR                                                    |
| 221992 -           | 1997 LL5                 | 8 giugno 1997     | Spacewatch                                                |
| 221993 -           | 1997 MM7                 | 27 giugno 1997    | Spacewatch                                                |
| 221994 -           | 1997 PT4                 | 11 agosto 1997    | Lopez, A., Pacheco, R.                                    |
| 221995 -           | 1997 TT21                | 4 ottobre 1997    | Spacewatch                                                |
| 221996 -           | 1997 YN1                 | 19 dicembre 1997  | Beijing Schmidt CCD Asteroid Program                      |
| 221997 -           | 1998 AD1                 | 1 gennaio 1998    | Spacewatch                                                |
| 221998 -           | 1998 DL29                | 28 febbraio 1998  | Spacewatch                                                |
| 221999 -           | 1998 EE18                | 3 marzo 1998      | Elst, E. W.                                               |
| 222000 -           | 1998 FL137               | 28 marzo 1998     | LINEAR                                                    |